# 北寨墓群
北寨墓群位于山东省临沂市沂南县县城西北3公里的北寨村内，是中国现已发现的、保存最完整的一座东汉晚期（2世纪）的画像石墓。有M1、M2号两座墓。一号墓葬有夫妻二人。左妻右夫，根据墓室规格妻子的生前地位要比丈夫高，可能与东汉皇室相关，關於墓主是誰還未定論，目前較受到專家普遍認可的墓主為東漢大司馬伏湛。二号墓葬人可能是一号墓夫妻的后裔。二处墓葬均被偷盗。一号墓可能早在三国时期就被盗，墓室裡包括墓門、棺槨均已全部被盜。二号墓可能盗于北宋徽宗时期，其原因為在a墓中發現宋徽宗時期的錢幣以及應是盜墓者遺留的宋代瓷釉油燈，但雖被盜過，二號墓仍出土八十多件器物。